# Anatolij Michajlovič Stessel
Anatolij Michajlovič Stessel (rusky  Анатолий Михайлович Стессель, německy  Anatolij Michailowitsch Stößel; 28. červnajul./ 10. července 1848greg., Petrohrad – 18. lednajul./ 31. ledna 1915greg., Chmilnyk) byl ruský velitel, generáladjutant (11. srpna 1904), generálporučík (24. dubna 1901), posádkový velitel Port Arturu v rusko-japonské válce. V roce 1908 byl za kapitulaci Port Arturu odsouzen k trestu smrti a zbaven všech hodností a vyznamenání. Trest mu by prominut v roce 1909.

## Životopis
A. M. Stessel se narodil 28. června 1848 jako syn vysloužilého plukovníka a jako vnuk carskoselského posádkového velitele generálporučíka Ivana Matvějeviče Stessela. Pocházel z pobaltské šlechty.
V roce 1864 absolvoval 1. Petrohradské vojenské gymnázium a v roce 1866 1. Pavlovské vojenské učiliště v hodnosti podporučíka.
Bojoval v rusko-turecké válce v letech 1877–1878.
Velel 9. střeleckému (1892–1897), 16. ladožskému pěšímu (1897) a 44. kamčatskému pěšímu (1897–1899) pluku. Jako velitel 3. východosibiřské brigády (1899–1903) se vyznamenal při potlačení Boxerského povstání (1900–1901). Utrpěl zranění během obléhání Tchien-ťinu.
Byl velitelem 2. pěší divize (4. května 1903 – 12. srpna 1903).
Od 12. srpna 1903 do 30. ledna 1904 sloužil ve funkci posádkového velitele Port Arturu. Od 14. února 1904 sloužil jako velitel kuantungského opevněného rajónu.
Kolovaly zvěsti, že generál Stessel zaujal funkci posádkového velitele Port Arturu jen díky protežování ze strany A. N. Kuropatkina. Námořní poručík Lepko nicméně ve své zprávě generálu Stesselovi uvedl, že pokládá za důležité, aby byla dopodrobna rozebrána celá historie obležení Port Arturu a byli zjištění skuteční viníci pádu pevnosti, kteří svoji vinu svalili na generála Stessela.
Jeho syn Alexandr (23. července 1876 – 1. června 1933) se stal plukovníkem. Absolvoval 1. Moskevský kadetský korpus (1894) a 3. vojenské Alexandrovské učiliště (1896). Byl vyznamenán řádem sv. Jiří 4. stupně (26. listopadu 1916) a šavlí sv. Jiří (4. března 1917). Bojoval v ruské občanské válce na jihu Ruska. Od prosince 1919 do ledna 1920 zastával funkci oděského posádkového velitele. Roku 1921 emigroval do Francie. Jeho ženou se stala dcera generála V. F. Bělého Raisa Vasiljevna.

## Vydání přístavu Daľnij
Dne 29. května 1904 podle gregoriánského kalendáře byl bez boje vydán přístav Daľnij. Velitel kuantungského opevněného rajónu A. M. Stessel nepřikázal ani zničit přístavní infrastrukturu, ani vyvézt techniku. Japonci tak získali okolo stovky skladů, elektrárnu, lokomotivní depo, velké množství kolejnic a kolejových vozidel, značné zásoby uhlí a 50 nákladních plavidel. Přes Daľnij Japonci posílali svým vojskům v Mandžusku posily, výzbroj, munici a proviant. Kotvily zde i japonské torpédové čluny.
Ze vzpomínek vrchního velitele ozbrojených sil na Dálném východě generála A. N. Kuropatkina:
| „ | Využívaje hotové základny ve městě Daľnij, nepřítel přisunul mohutná pobřežní děla. Naše námořnictvo nám prokázalo největší službu nikoliv na moři, nýbrž, jako tomu bylo i v Sevastopolu, na souši. Navzdory všem těmto podmínkám, zneškodniv protivníka v počtu dvojnásobném nežli posádka pevnosti samotné, Port Artur padl až po roce od začátku bojů, a navíc předčasně. | “ |

## Kapitulace Port Arturu
Nehledě na to, že v čele obrany stál generál Stessel, se velmi brzo její hlavní postavou stal velitel pozemních sil pevnosti generálmajor Roman Isidorovič Kondratěnko. Po čtyřech útocích a potopení ruské eskadry dostal A. M. Stessel písemné nařízení od generála Kuropatkina, aby opustil Port Artur a dostavil se do štábu Mandžuské armády. Generál Stessel nicméně žádal, aby mohl i nadále setrvat ve funkci velitele obrany.

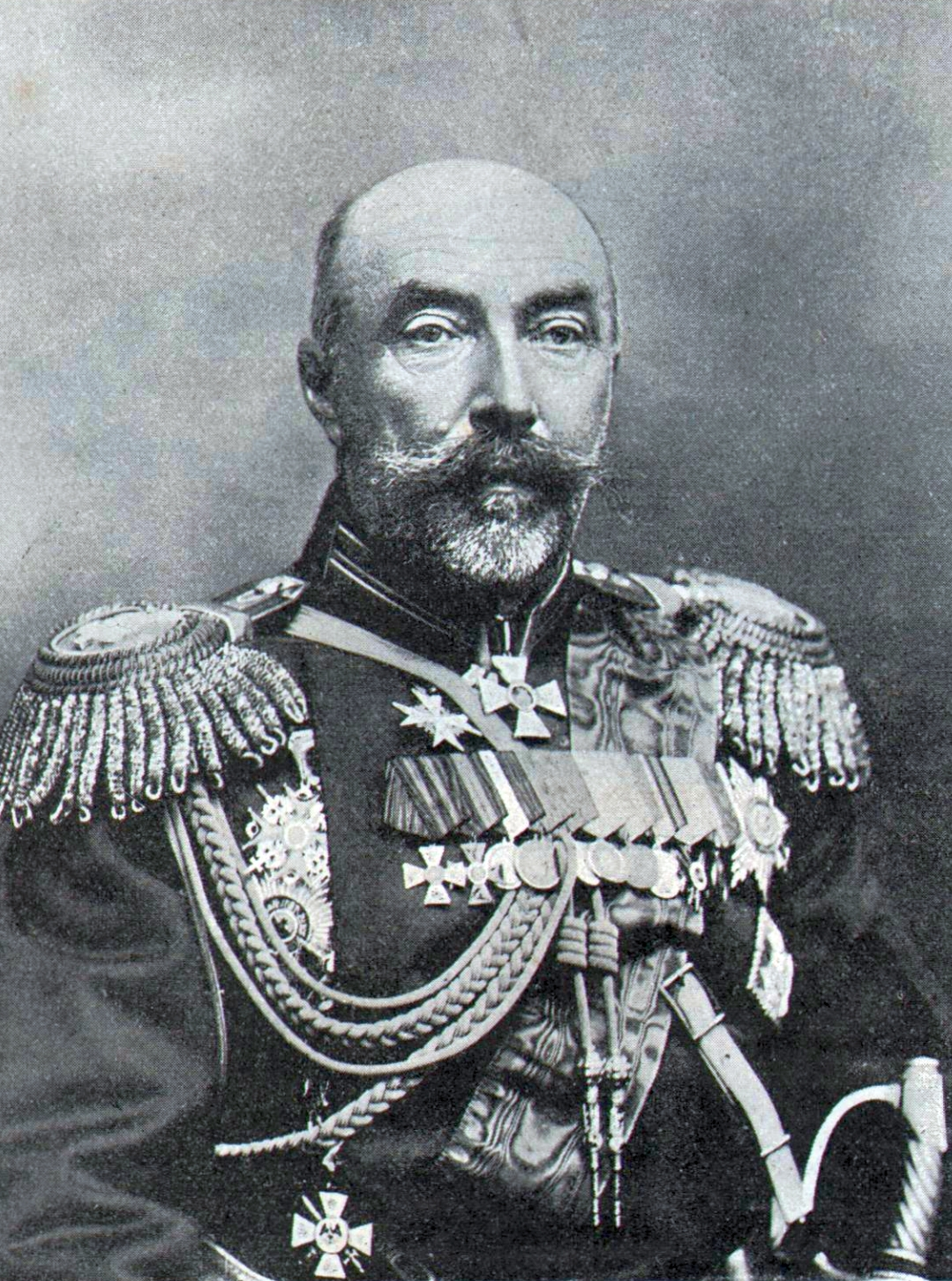
A. M. Stessel v roce 1905

Po dlouhém obléhání a krátce po smrti generálmajora Kondratěnka se A. M. Stessel rozhodl 20. prosince 1904, navzdory mínění vojenské rady a nařízení vojenského řádu, vydat Port Artur do rukou Japonců. Generál Kuropatkin o tom vzpomínal:
| „ | V Port Arturu byly shromážděny velké zásoby proviantu. I po předčasné kapitulaci Port Arturu bylo zjištěno, že jsme disponovali zásobami na jeden a půl měsíce. Tamní velení mělo navíc prostředky pro výrobu dalších zásob. Žádné překážky neexistovaly, neboť zdroje mouky, ječmene, rýže a dobytka byly celkem značné. …obírali jsme již existující pevnosti, abychom mohli v Port Arturu zformovat silné dělostřelectvo o několika stovkách děl, a taky jsme jej vytvořili. …vytvořili jsme pevnost natolik silnou, že pobřežní baterie držely japonské loďstvo v úctyhodné vzdálenosti a pobřežní obrana vydržela silný nápor v těch nejméně výhodných podmínkách… | “ |

Port Artur mohl i nadále odolávat, neboť jeho posádka, čítající 24 tisíc bojeschopných vojáků a námořníků, projevovala nevídanou statečnost a odhodlanost bránit se. Pevnost stále disponovala dostatkem výzbroje a munice (610 funkčních děl a 200 tisíc dělostřeleckých granátů), zásoby proviantu stačily ještě na měsíc. Navzdory protestům Vojenské rady byl A. M. Stesselem a A. V. Fokem podepsán akt kapitulace. Podle tohoto nařízení se měla celá posádka vzdát do zajetí. Pevnůstky, opevnění, lodě, zbraně a zásoby měly být předány Japoncům nedotčené. Po kapitulaci byl generál Stessel japonskou stranou propuštěn a vrátil se do Ruska.
Když kapitán Cunoda navštívil A. M. Stessela v Port Arturu, sdělil mu generál, že počet zajatců bude činit 8 tisíc, nejvíce pak 10 tisíc. Na čtvrtý den (8. ledna 1905) počet zajatců dosáhl pětinásobku počtu, jenž udal generál. Když se A. M. Stessel dozvěděl, že počet přesahuje 43 000 (nepočítaje ty, již přísahali, že už nikdy nebudou bojovat, a proto byli propuštěni na svobodu), byl ohromen.

Když se Mikuláš II dozvěděl o pádu Port Arturu, zapsal si: 
| „ | Otřesná je Stesselova zpráva o kapitulaci Port Arturu kvůli těžkým ztrátám, chorobnosti mezi obránci a úplném vypotřebování všech nábojů. Je to těžké a bolestné, ale dalo se tušit … Je to vůle Boží. | “ |

## Vyšetřování kapitulace pevnosti
Nejvyšším příkazem z 30. září 1906 byl generál Stessel propuštěn z armády a za vydání Port Arturu předveden před soud.
V důsledku vyšetřování byl generál obviněn, že:

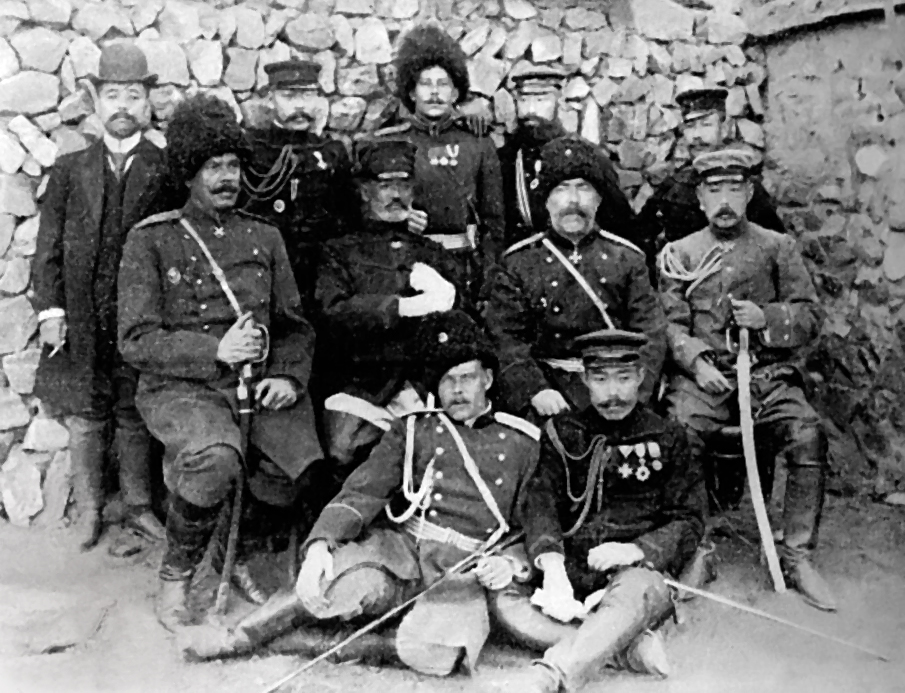
Po kapitulaci Port Arturu (prostřední řada, druhý zprava)

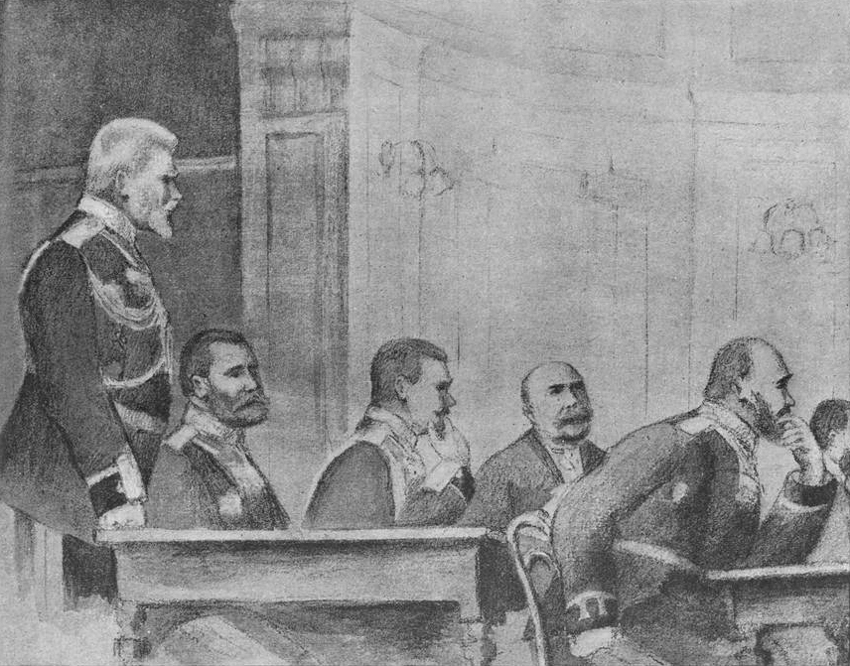
Zasedání Nejvyššího vojenského soudu v případu kapitulace Port Arturu

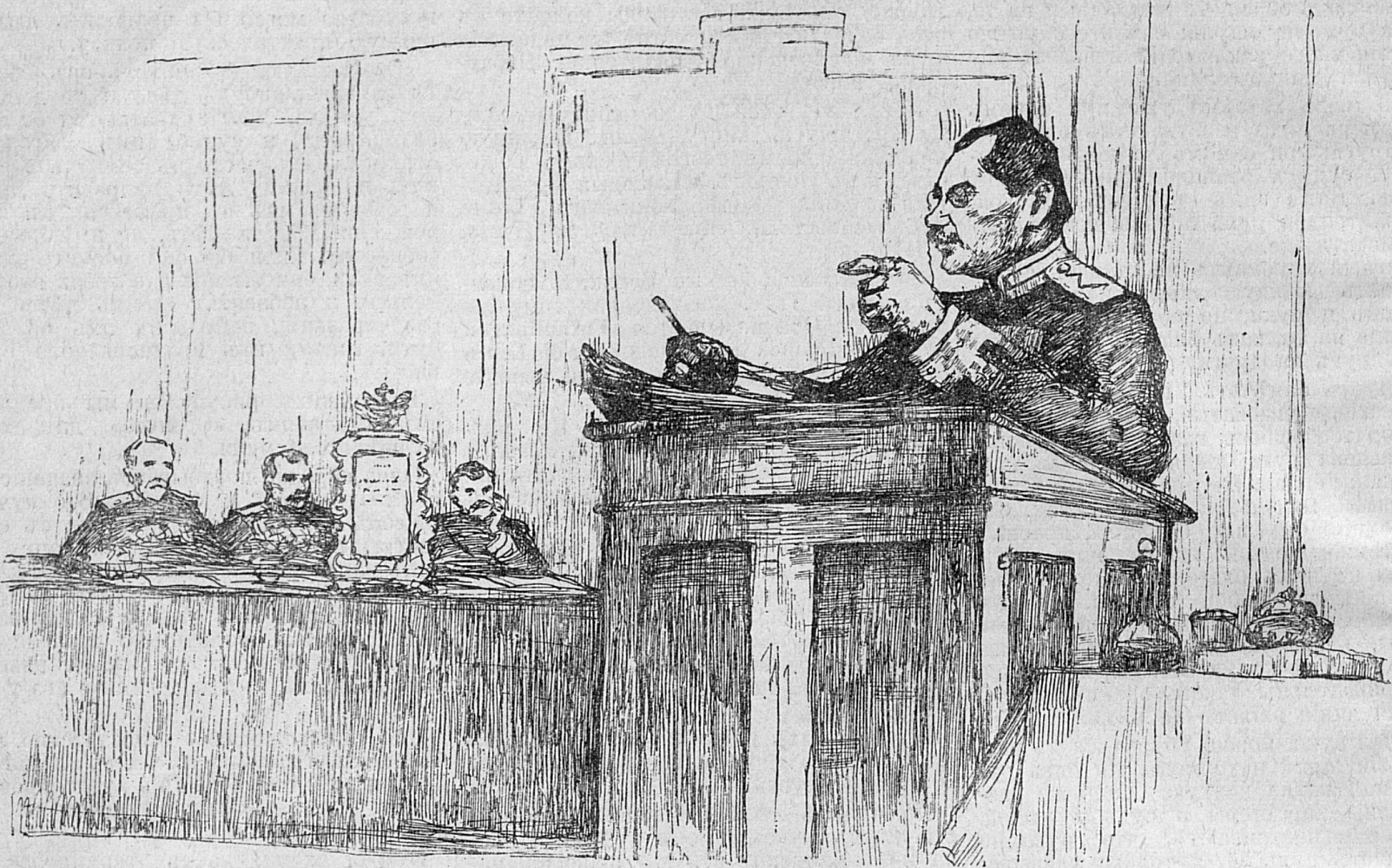
Zasedání vojenského soudu 22. ledna 1908. Proslov vojenského prokurátora. Kresba J. S. Zarudné

1. neuposlechl rozkaz obdržený jím 20. června 1904 a nepředal velení Port Arturu generálporučíkovi K. N. Smirnovovi a nedostavil se do štábu Mandžuské armády;
2. narušoval práva a povinnosti posádkového velitele pevnosti Port Artur (tj. generálporučíka Smirnova);
3. neučinil potřebná opatření k navýšení zásob proviantu v pevnosti;
4. neučinil potřebná opatření k zamezení výroby a distribuce „poznámek“ generálporučíka Foka, jež byly napsány v posměvačném a trpkém tónu a jež podrývaly autoritu některých velitelů;
5. s cílem získání vlastních výhod podal hlášení o bojích v Ťin-čou, jež napsal tak, že z nich nebylo pochyb o jeho vlastním nasazení v bitvě, přičemž bylo dokázáno, že zůstal v Port Arturu a bitvy se nezúčastnil;
6. s cílem získání vlastních výhod a ukázky jednání svých podřízených v lepším světle, podal hlášení, že jednotky generálporučíka Foka „postupně ustupují k Vlčím horám“, ačkoliv ústup dané jednotky byl vykonán spěšně a neorganizovaně;
7. s cílem získání vlastních výhod podal hlášení o své účasti v bojích, ačkoliv od 26. ledna do 1. června 1904 (tj. do data podání hlášení) nedošlo k žádnému střetu s Japonci, vyjma bitvy u Ťin-čou, jíž se generál nezúčastnil, a nepřátelského ostřelování, jež ohrožovalo všechny obyvatele Port Arturu;
8. s přáním ospravedlnit předem naplánovanou kapitulaci podal imperátorovi zkreslené hlášení o situaci v Port Arturu;
9. úmyslně nesprávně a nespravedlivě vyznamenal generály Foka, Naděina a Rejse Řádem sv. Jiří;
10. rozhodl se kapitulovat za nevýhodných a ponižujících podmínek pro Rusko navzdory mínění vojenské rady a navzdory skutečnosti, že nebyly vyčerpány všechny možnosti obrany; nesdílel osud svého vojska a nenechal se zajmout.[10]

A. M. Stessel byl soudem shledán vinným v:
1. kapitulaci pevnosti, aniž by byly vyčerpány možnosti její obrany;
2. nečinnosti (nezamezil výrobu a distribuci posměvačných „poznámek“ generála Foka);
3. nezávažných narušeních služebních povinností[11].

V prvním bodě není zmíněna zbabělost ani zrada. V rozsudku Nejvyššího vojenského soudu k případu kapitulace Port Arturu je navíc uvedeno, že pevnost „pod velením generálporučíka Stessela předvedla z hlediska urputnosti nevídanou obranu ve válečné historii“. Když byl Stessel propuštěn na amnestii Mikuláše II, řada bývalých obránců Port Arturu takové rozhodnutí uvítala. Svědčí o tom například telegram bývalého účastníka obrany Port Arturu štábního kapitána Dlusského adresovaný Stesselovi: „Ze srdce blahopřeji svému milovanému bojovému veliteli k osvobození.“ Velitel lodi Silač Balk napsal: „Vzpomínaje na válečnou dobu, blahopřeji Vám ze srdce k milosti veleváženého imperátora.“ Stessel často žádal vrchní velení o vyznamenání vojáků a důstojníků, čímž se snažil podporovat bojový duch posádky Port Arturu.
Dne 7. února 1908 byl A. M. Stessel odsouzen Nejvyšším vojenským soudem k popravě zastřelením. Dne 5. března 1908 byl z Nejvyššího rozkazu panovníka trest změněn na 10 let odnětí svobody a propuštěním ze služby s následky vyplývajícími z 38. paragrafu Vojenského zákoníku o trestech (odnětí hodností, řádů a vyznamenání a dále pak výsad nabytých službou)
V květnu 1909 byla A. M. Stesselovi udělena milost Mikulášem II. Generál byl osvobozen se zachováním všech výsad, hodností a privilegií.
Po své smrti byl pohřben v Chmilnyku ve Vinnycké oblasti.

## Odkaz v umění
Ve Francii byla ještě před kapitulací Port Arturu soukromým nákladem vyrobena série medailí „Obráncům Port Arturu“, na nichž byl vyražen nápis „Francie generálu Stesselovi a jeho chrabrým vojákům“ (francouzsky  LА FRANCE AU GENERAL STOESSEL ET A SES HEROIQUES SOLDATS). Povolení na udělení medailí po jejich dopravení do Ruska bylo vydáno 1. prosince 1910. Udělovaly se bez práva nošení „neboť dané medaile představují vyznamenání udělené nikoliv státní mocí nýbrž soukromou organizací, a kromě toho to není žádoucí kvůli nápisu na medaili, v němž se zmiňuje jméno generála Stessela“.
V SSSR byl podle dramatu I. Popova a Alexandra Stěpanova v roce 1964 natočen film Port Artur v podání Malého divadla. Roli generála ztvárnil Viktor Šarlachov.

## Vyznamenání
- Řád sv. Jiří 4. stupně
- Řád sv. Jiří 3. stupně
- Řád sv. Stanislava 3. stupně
- Řád sv. Anny 3. stupně
- Řád sv. Stanislava 2. stupně
- Řád sv. Anny 2. stupně
- Řád sv. Vladimíra 4. stupně
- Řád sv. Vladimíra 3. stupně
- Řád sv. Stanislava 1. stupně s meči
- Řád sv. Anny 1. stupně
- Medaile Na památku rusko-turecké války 1877–1878
- Medaile Na památku korunovace Alexandra III
- Medaile Na památku panování Alexandra III
- Medaile Na památku korunovace Mikuláše II
- Medaile Za výpomoc při prvním sčítání lidu
- Medaile Za čínské tažení
- Řád za chrabrost 4. stupně (Bulharsko)
- Řád červené orlice 2. stupně s meči (Prusko)
- Pour le Mérite (Prusko)
- Řád vycházejícího slunce 2. stupně (Japonsko)